# Inger Bang Lund
Inger Bang Lund, född 10 september 1876 i Bergen, död 26 december 1968 i samma stad, var en norsk tonsättare och pianist. Hon studerade vid musikkonservatoriet i Bergen och i Rom.
Lund har komponerat mer än 50 verk för piano, sång och fiol, bland dem Trold (op. 11), Mot höst (op. 14) och Mot vaar (op. 15).